# 歐付寶投資控股
歐付寶電子支付股份有限公司
25°03′22.9″N 121°36′49.8″E / 25.056361°N 121.613833°E
歐付寶金融科技股份有限公司（O'Pay Investment Holdings Co., Ltd.），簡稱歐付寶金融科技、歐付寶金融，是一間投資控股公司，開始於1996年6月4日，自購併「綠界科技」起算，是由網路遊戲公司茂為歐買尬百分之百轉投資所成立的，旗下投資歐付寶電子支付股份有限公司與綠界科技股份有限公司。

## 沿革
- 2011年9月 創立歐付寶投資控股股份有限公司
- 2017年5月17日 改名 歐付寶金融科技股份有限公司

## 主要股東結構
| 持股人                         | 持有股份數  | 百分比 |
| ------------------------------ | ----------- | ------ |
| 林一泓                         | 50,680,973  | 47.91% |
| 茂為歐買尬數位科技股份有限公司 | 49,746,634  | 47.03% |
| 全家便利商店股份有限公司       | 3,419,497   | 3.23%  |
| 振樺電子股份有限公司           | 1,939,639   | 1.83%  |
| 總計                           | 105,786,743 | 100%   |

## 旗下投資
- 歐付寶電子支付
- 綠界科技

## 外部連結
- （繁體中文） 歐付寶 （页面存档备份，存于）
- （繁體中文） 台灣公司資料